# Calomacraspis haroldi
Calomacraspis haroldi är en skalbaggsart som beskrevs av Candeze 1869. Calomacraspis haroldi ingår i släktet Calomacraspis och familjen Rutelidae. Utöver nominatformen finns också underarten C. h. nigripennis.